# Walter Schmidthässler
Walter Schmidthässler (* 1. Juli 1864 in Leipzig; † 4. Dezember 1923 in Berlin; eigentlich Walter Schmidt-Hässler) war ein deutscher Schauspieler, Filmregisseur und Drehbuchautor.

## Leben
Der Sohn eines Papierfabrikanten nahm Schauspielunterricht in Hamburg bei Marie Stolte. Er begann seine Bühnenkarriere in Amsterdam und spielte ab 1885 im Fach des jugendlichen Helden an Theatern in Magdeburg, Dessau, St. Gallen, Budapest, Riga sowie am Hoftheater Meiningen.
In Meiningen wechselte Schmidthässler in das Charakterfach und war Titelfigur in Hamlet, Don Carlos und Richard III., weitere wichtige Figuren stellte er als Shylock in Der Kaufmann von Venedig und Mephisto dar. Auch in Komödien übernahm er tragende Rollen wie Striese in Der Raub der Sabinerinnen und Giesecke in Im weißen Rößl. Er verfasste auch selbst einige Bühnenstücke.
Für die Deutsche Vitascope GmbH inszenierte er ab 1910 zahlreiche Kurzfilme, bei denen er gelegentlich auch selbst mitwirkte. Er entdeckte mehrere später bekannte Stummfilmstars wie Max Mack, Wanda Treumann, Hans Junkermann, Theodor Loos, Emil Jannings und Hanni Weisse.

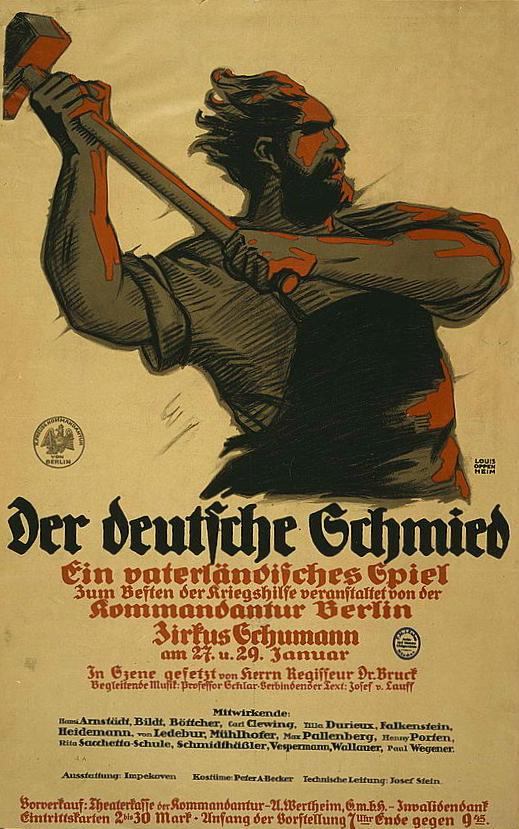
Der deutsche Schmied, 1915

1911 gründete er in Berlin die Schmidthässler-Film GmbH, aus der am 5. Februar 1912 die Continental-Kunstfilm GmbH wurde. Schmidthässlers Partner war der Ingenieur Max Rittberger. Die Firma bezog das alte Studio der Deutschen Vitascope in Berlin, Chausseestraße 123. Schmidthässler verließ jedoch die Continental nach wenigen Monaten und kehrte im April 1912 als Regisseur und Autor zur Deutschen Vitascope zurück.
Ab 1915 wirkte er in mehreren Aufführungen des Spiels „Der deutsche Schmied“ im Zirkus Schumann in Berlin mit.
In den 20er Jahren beschränkte Schmidthässler sich auf das Schreiben von Drehbüchern.

## Filmografie (Auswahl)
- 1910: Welke Rosen (auch Schauspieler)
- 1910: König und Page
- 1911: Knospen
- 1911: Komtesse und Diener (auch Schauspieler)
- 1911: Die Ballhaus-Anna
- 1911: Die Braut des Freundes
- 1911: Ihr Jugendfreund (auch Schauspieler)
- 1911: Dienertreue
- 1911: Vergebens
- 1911: Der ehrliche Finder (auch Schauspieler)
- 1911: Besiegte Sieger
- 1911: Bist du der Weihnachtsmann?
- 1911: Das Testament des Junggesellen
- 1911: Der grosse König und sein Kammerhusar (auch Schauspieler)
- 1911: Ein Frühlingstraum
- 1911: Mondnachtzauber
- 1911: Ninon de l'Enclos
- 1911: Opfer der Liebe
- 1911: Seemanns Lieb und Leid
- 1911: Trotziges Blut
- 1911: Vater und Sohn
- 1911: Zahn um Zahn
- 1912: Das Weib ohne Herz (2 Teile)
- 1912: Der Zug des Herzens
- 1913: Die Wasser schweigen
- 1913: Das silberne Kreuz
- 1913: Draußen vor der Tür
- 1913: Das goldene Bett (auch Drehbuch)
- 1913: Die Spur im Schnee
- 1913: Gräfin Spinarosa tanzt
- 1914: Ein Kindesherz (auch Drehbuch)
- 1914: Die Ehe auf Kündigung
- 1914: Die Toten leben
- 1914: Das weiße Pferd
- 1914: Im Schützengraben (auch Drehbuch)
- 1914: Das Paradies der Damen (nur Drehbuch)
- 1914: Der Schuß um Mitternacht
- 1915: Der Hermelinmantel (auch Schauspieler)
- 1915: Wenn drei dasselbe tun... (auch Drehbuch)
- 1915: Die rätselhafte Frau
- 1915: Spinolas letztes Gesicht
- 1916: Und das Wissen ist der Tod
- 1916: Die Wunderlampe des Hradschin
- 1916: Die grüne Phiole (auch Drehbuch)
- 1916: Der Gürtel der Dollarfürstin
- 1916: Das Wunder der Madonna
- 1916: Der Trödler von Prag
- 1916: Der Handwerksbursche (auch Drehbuch)
- 1916: In letzter Sekunde (auch Drehbuch)
- 1916: Der Schloßschrecken
- 1916: Der verkaufte Schlaf
- 1916: Wege, die ins Dunkle führen
- 1916: Das Weisenhauskind
- 1916: Welker Lorbeer (auch Drehbuch)
- 1917: John Riew – Ein Mädchenschicksal (auch Drehbuch)
- 1918: Das Eskimobaby[2]
- 1918: Die Rose der Wildnis
- 1918: Edelwild
- 1918: Das Gift der Medici
- 1918: Das Land der Sehnsucht
- 1918: Liebesopfer (auch Drehbuch)
- 1918: Liebe und Leben (2 Teile)
- 1918: Die Vision (auch Drehbuch und Schauspieler)
- 1918: Der Wahn ist kurz
- 1918/19: Kain (4 Teile)
- 1919: Die Feste des Fürsten von Ferrara
- 1919: Das Tor der Freiheit
- 1919: Treu der Jugend (nur Drehbuch und Schauspieler)
- 1921: Der Held des Tages (nur Drehbuch)
- 1921: Arme, kleine Eva (2. Teil; nur Drehbuch)
- 1921: Die Geschwister Barelli (nur Drehbuch)
- 1921: Die schwarze Schlange (nur Drehbuch)
- 1922: Die Schneiderkomteß (nur Drehbuch)
- 1922: Das Geheimnis der Gräfin Herta (nur Drehbuch)